# Trois de la marine (film, 1957)
Pour les articles homonymes, voir Trois de la marine.
Pour plus de détails, voir Fiche technique et Distribution.
Trois de la marine est un film français réalisé par Maurice de Canonge et sorti en 1957.

## Synopsis
Les aventures sentimentales et héroï-comiques de trois matelots de L'Invincible. Au fil d'une bordée qu'ils veulent tirer à Toulon, Antonin, Honoré et Papillote se voient entraînés à la suite de la sémillante journaliste Patricia, dans une cascade de péripéties. Documents secrets, bébé dans un panier, ballets d'accortes blanchisseuses se mêlent jusqu'au triple mariage final.

## Fiche technique
- Réalisation : Maurice de Canonge assisté de Max Pécas
- Scénario : Henri Alibert, René Sarvil et Juliette Saint-Giniez[1]
- Adaptation : Marcel Rivet[2], Maurice de Canonge
- Dialogues : Juliette Saint-Giniez, André Tabet
- Décors : Claude Bouxin[3]
- Photographie : Marc Fossard
- Son : Jacques Lebreton
- Montage : Victor Grizelin[4]
- Musique : Vincent Scotto, Philippe Gérard et Jacques Larue
  - Chansons nouvelles de Jacques Larue (paroles) et Philippe Gérard (musique) : Chiche, Rien, Les Filles qui travaillent, Tchina-Boum et La Matelote (éditions Salabert)
  - Orchestre sous la direction de Jacques Météhen
- Chorégraphie : Mary-Jo Weldon[5]
- Production : Pierre Gérin, Ignace Morgenstern
- Sociétés de production : LPC, Cocinex, Noël Films
- Sociétés de distribution : Cocinor
- Pays de production :  France
- Langue : français
- Format : couleur (Eastmancolor) - 35 mm - 1,37:1 - son mono
- Genre : Comédie musicale
- Durée: 95 min.
- Date de sortie : 
  - France : 5 juillet 1957
- Visa d'exploitation : 18470

## Distribution
- Marcel Merkès : Antonin Brémond
- Henri Génès : Honoré
- Jeannette Batti : Angèle, la copine de Papillote
- Jean Carmet : Papillote
- Colette Deréal : Patricia, la journaliste
- Jean-Roger Caussimon : Éric Bergen
- Paulette Merval : Mireille, la repasseuse
- Milly Mathis : Mme Félicie, la lingère
- René Sarvil : Arsène, le patron du bistrot
- Jean Murat : le chef des services secrets
- Jacques Josselin : Jo, un homme d'Eric
- Balpo : un consommateur
- Vittoria Marino : Peppina, la femme d'Arsène

## Production
Le tournage a eu lieu dans les studios de la Victorine (Nice) du 3 juillet au 1er septembre 1956, dans les rues et le port de Toulon, et dans le village de Saint-Mandrier-sur-Mer. 

## Autour du film
- Certains acteurs du film Trois de la Canebière (1956) de Maurice de Canonge apparaissent à nouveau, notamment Jeannette Batti, Colette Deréal, Henri Génès et Marcel Merkès.
- Compagne à la ville d'Henri Génès, Jeannette Batti, ne l'est pas dans le film. De même pour Paulette Merval, épouse de Marcel Merkès.
- C'est le cuirassé Jean Bart qui apparaît sous le nom de L’Invincible.
- Le film comporte plusieurs faux raccords : lorsque Patricia tombe à l'eau, le cuirassé Jean Bart est au mouillage dans la rade ou alors absent (car parti à cause de la crise de Suez) d'un plan à l'autre ; on aperçoit alors l’Émile Bertin.